# Ten Aard
Ten Aard is een kerkdorp in de Belgische stad Geel. De plaats Aard is gegroeid ten noorden van het Kempens Kanaal en werd in 1870 een zelfstandige parochie. In het kanaal is hier een schutsluis aanwezig, Sas 8 genaamd. Aard is weer vernoemd naar het oudere gehucht Tenaard, dat er ten oosten van ligt, nabij Sas 7.
In 1718 werd aan de Oude Aard een kapel opgericht ter ere van Onze-Lieve-Vrouw van bijstand en de Heilige Hubertus. Deze jachtkapel werd in 1870 verheven tot parochiekerk. Van 1870-1872 werd aan de Nieuwe Aard een kerk gebouwd naar een ontwerp van Pieter Jozef Taeymans. Deze leed zwaar tijdens de Tweede Wereldoorlog. Daarom werd een nieuwe kerk gebouwd, en wel de neoromaanse Sint-Hubertuskerk (1949-1950). Architect was R. van Steenbergen. De kapel werd gesloopt in 1887 en in 1890 door een nieuwe vervangen. Deze bevindt zich aan de Oudekastelseweg.
Tijdens de Tweede Wereldoorlog vonden in Ten Aard bijzonder hevige gevechten plaats tussen Britse en Duitse troepen. Dit was een belangrijk onderdeel van de Slag om Geel.
Sinds 1993 bevindt zich ten westen van Ten Aard een standerdmolen, de Molen van 't Veld genaamd. Deze stond voordien in Elsum maar werd verplaatst. Daarbij bevindt zich een bakkerijmuseum en het natuurgebied De Zegge, een overblijfsel van het Geels Gebroekt. 

## Bezienswaardigheden
- De Molen van 't Veld
- De Sint-Hubertuskerk
- Het westelijke eindpunt van de Geodetische Basis van de Kempen
- de bloemmolens
- de grafheuvel

## Natuur en landschap
Ten Aard ligt direct ten noorden van het Kanaal Bocholt-Herentals, ten zuiden van de vallei van de Kleine Nete, in de Kempen. De hoogte bedraagt ongeveer 19 meter. 
Ten zuiden van genoemd kanaal ligt het natuurgebied Gooreind. Ten noorden van het kanaal en ten westen  van Ten Aard ligt het natuurgebied De Zegge.de zegge was eerst volledig moerasgebied maar nu zijn er ook al een hele tijd boeren gevestigd met als gevolg dat er veel water weggepomt en bijgepomt moet worden. Ten noorden van Ten Aard ligt nog het natuurgebied Breeven. Maar Ten Aard is vooral een landbouwdorp.

## Nabijgelegen kernen
Geel-Centrum, Holven, Kasterlee, Sint-Jozef-Olen, Retie